# Eustrotia arlesuinella
Eustrotia arlesuinella là một loài bướm đêm trong họ Noctuidae.